# Great Northern Railway (Großbritannien)

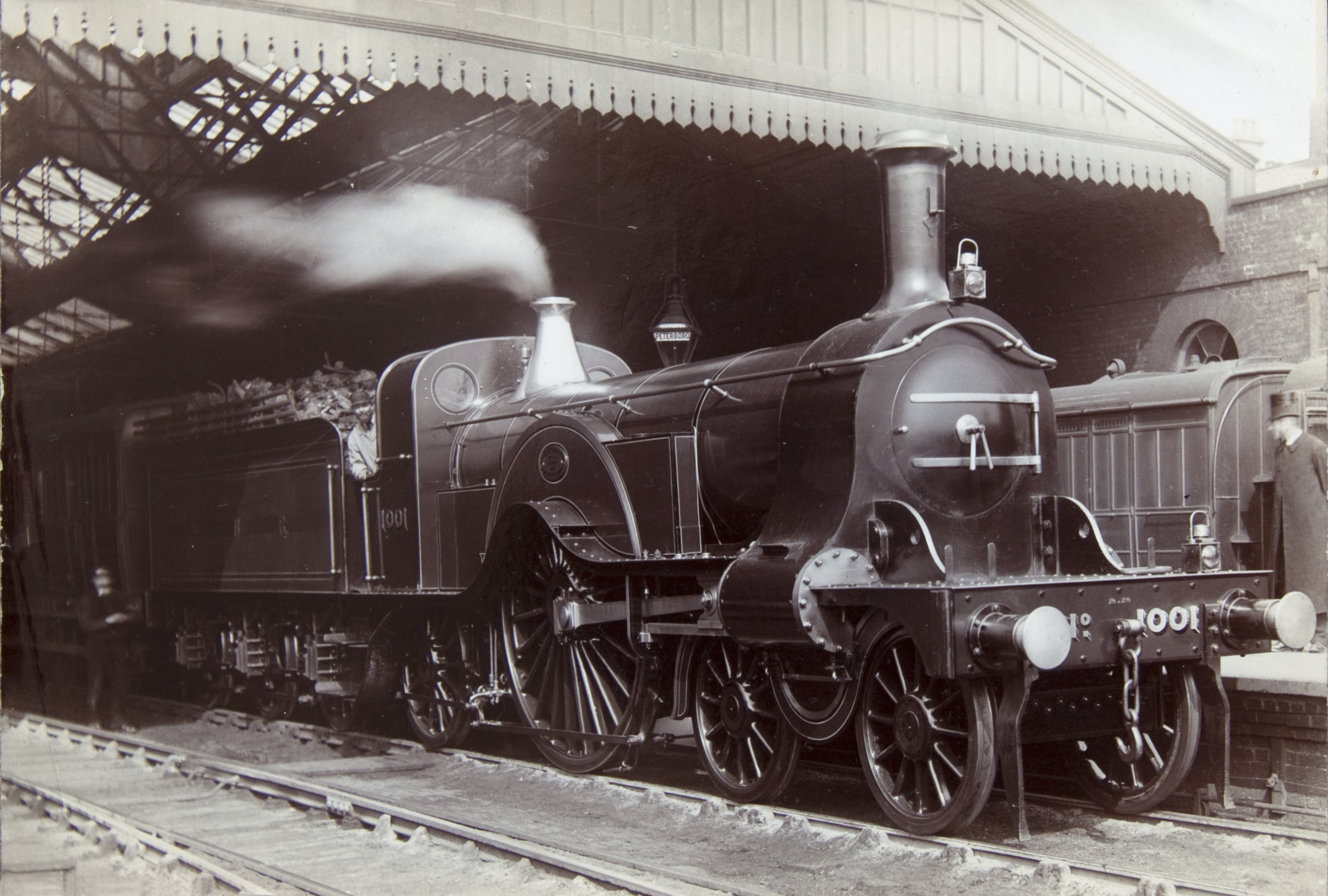
Eine Stirling Single der GNR am Bahnhof Peterborough North – zum Zeitpunkt der Inbetriebnahme 1876 die schnellste Baureihe der Welt

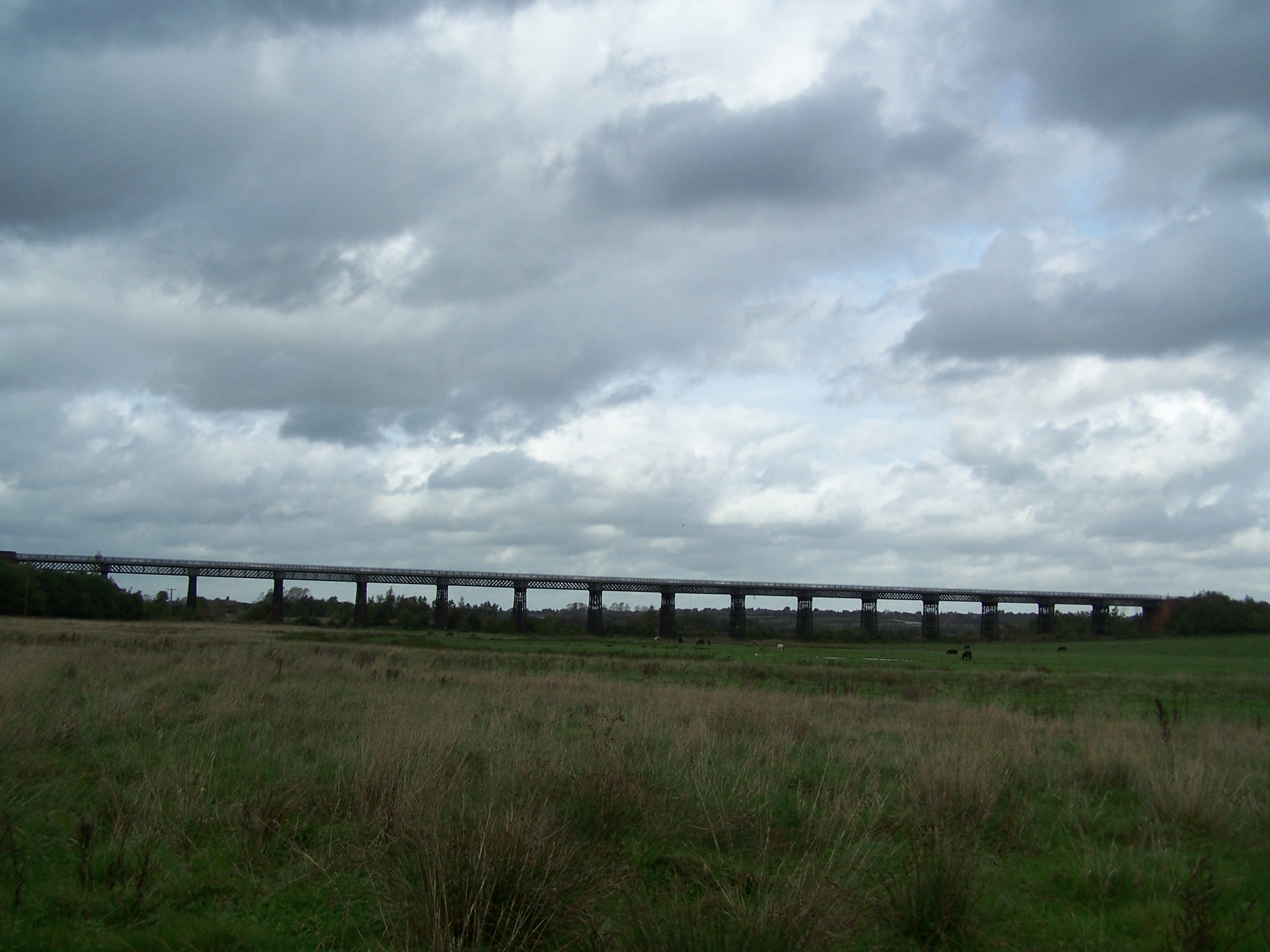
Das Bennerley Viaduct auf der Strecke zwischen Awsworth Junction und Derby

Die Great Northern Railway (GNR) war eine britische Eisenbahngesellschaft, die von 1846 bis 1922 existierte. Die Länge des Streckennetzes betrug 1692 km. Ihre Hauptstrecke führte von London über Hitchin, Peterborough und Grantham nach York, mit einer Ausweichroute von Peterborough über Boston und Lincoln nach Bawtry südlich von Doncaster sowie Zweigstrecken nach Sheffield und Wakefield. Ein großer Teil der GNR-Hauptstrecke bildet heute die East Coast Main Line. Die Hauptwerkstätten befanden sich in Doncaster.

## Geschichte
Der erste Streckenabschnitt der GNR wurde 1848 zwischen Louth und Grimsby eröffnet, 1849 folgte die Strecke von Peterborough über Lincoln nach Doncaster. 1850 eröffnete die GNR die Strecken London – Peterborough und Doncaster – York. 1852 war die Hauptstrecke zwischen London und Doncaster fertiggestellt, im selben Jahr wurde auch der Londoner Hauptbahnhof King’s Cross eröffnet.
Die Eröffnung der direkten Route Peterborough – Grantham – Retford erfolgte 1853 und durch Kauf anderer Gesellschaften oder durch Erwerb der Nutzungsrechte stieß die GNR nach Bradford, Cambridge, Halifax, Leicester und Nottingham vor. 1857 traf die GNR mit der Manchester, Sheffield and Lincolnshire Railway (MS&LR) eine Vereinbarung und konnte daraufhin Schnellzüge von London über Sheffield nach Manchester anbieten. Ab 1858 nutzte auch die Midland Railway die GNR-Hauptstrecke auf dem Abschnitt südlich von Hitchin.
In den späten 1850er Jahren besaß die GNR Zugang zu allen wichtigen Städten in West Yorkshire. Die Profite aus dem Kohlentransport zwischen dieser Gegend und London bewogen die Great Eastern Railway und die Lancashire and Yorkshire Railway dazu, eine eigene Stammstrecke von Doncaster aus durch Lincolnshire zu planen. Das britische Parlament lehnte dieses Vorhaben 1865 und 1871 jedoch ab. Die GNR ihrerseits gründete 1865 zusammen mit der MS&LR und der Midland Railway (MR) eine gemeinsame Tochtergesellschaft, das Cheshire Lines Committee (CLC), um den Schienenverkehr im Korridor zwischen Manchester und Liverpool zu kontrollieren.
Die GNR wuchs in den 1870er Jahren weiter an, mit dem Bau neuer CLC-Strecken sowie der Erweiterung des Streckennetzes in Nottinghamshire und Leicestershire, dessen Betrieb in dieser Region gemeinsam mit der London and North Western Railway erfolgte. Durch den Kauf der Eastern and Midlands Railway im Jahr 1889 (gemeinsam mit der MR), erlangte die GNR einen Zugang nach Norfolk.
Um direkte Züge nach Schottland anbieten zu können, kooperierte die GNR ab 1860 mit der North Eastern Railway und der North British Railway; die drei Gesellschaften beschafften Rollmaterial mit einheitlichen technischen Spezifikationen, um einen durchgehenden Betrieb auf der East Coast Main Line zu ermöglichen. Die wichtigsten Schnellzüge fuhren ab 1862 jeweils um 10 Uhr von London King’s Cross und Edinburgh Waverley ab. In den 1870er Jahren wurden diese Züge als Flying Scotsman bekannt. 1879 führte die GNR den weltweit ersten Speisewagen ein, ab 1881 rüstete sie die Waggons mit Vakuumbremsen aus. Mit den Maschinen der Klasse C1 beschaffte die Gesellschaft ab 1898 die ersten Atlantic-Lokomotiven in Großbritannien.
Die GNR war auch im Vorortsverkehr im Norden Londons tätig. 1867 übernahm sie die Edgware, Highgate and London Railway, um mögliche Konkurrenz auszuschalten. Die Strecke führte ursprünglich von Finsbury Park über Finchley nach Edgware, 1872 kam eine Zweigstrecke nach High Barnet hinzu. Nach einer im Jahr 1875 getroffenen Vereinbarung mit der North London Railway hatte die GNR das Recht, Züge zum Bahnhof Broad Street in der City of London verkehren lassen.
Am meisten Profit erzielte die GNR mit dem Güterverkehr, hauptsächlich mit dem Transport von Kohle. Zu diesem Zweck errichtete sie große Güterbahnhöfe in Doncaster, Colwick (Nottingham), New England (Peterborough) und Ferme Park (London).
Mit dem Inkrafttreten des Railways Act 1921 ging die GNR am 1. Januar 1923 in der London and North Eastern Railway auf.